# Simonie
Pour l’article ayant un titre homophone, voir Simoni.
 (avril 2017).

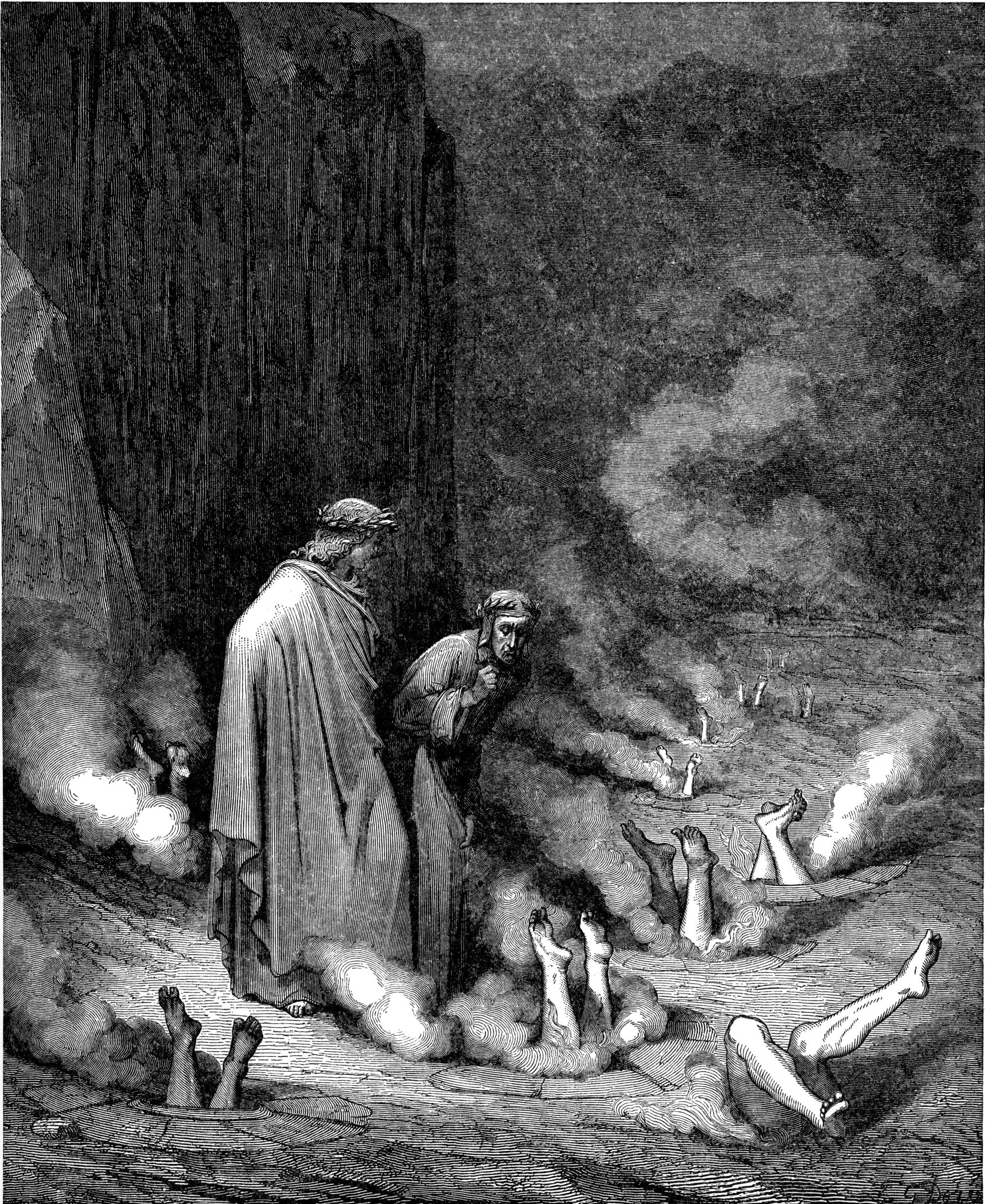
Dante parlant à Nicolas III, envoyé en enfer pour simonie ; gravure sur bois de Gustave Doré pour la Divine Comédie, 1861.

La simonie consiste en l’achat ou la vente de biens spirituels, de sacrements, de postes hiérarchiques, de charges ecclésiastiques ou de services intellectuels.

## Historique
La simonie doit son nom à un personnage des Actes des Apôtres, Simon le Magicien, qui voulut acheter à saint Pierre son pouvoir de faire des miracles (Actes, VIII.9-21), ce qui lui valut la condamnation de l’apôtre : « Que ton argent périsse avec toi, puisque tu as cru que le don de Dieu s’acquérait à prix d’argent ! »
Elle s'est développée principalement au Moyen Âge et au début de la Renaissance, en violation du concile de Chalcédoine. Ce trafic affecte principalement les clercs, assez rarement les prêtres, mais surtout les postes supérieurs de prélatures, les charges d'évêques ou, au sein des monastères, la charge de père abbé, qui pouvait être parfois conjuguée avec une charge temporelle de seigneur local. La tentation du pouvoir, comme des grandes familles, d'influencer, de faire pression, d'ordonner, d'exiger, d'imposer, de nommer soi-même un individu à un poste précis est intemporelle. Si elle a donné, par exemple, le gallicanisme ou l'anglicanisme, elle continue d'avoir de très nombreuses formes d'interventionnisme ou de lobbying qui continuent de sourdre. La cession de biens d'Église indûment contre des biens temporels est aussi une simonie. La non-monétisation de la simonie, par échanges de « services », rend parfois sa caractérisation plus délicate.
La simonie fut très souvent combattue, mais les collusions permanentes avec le pouvoir temporel rendaient les tentations de soudoiement très pressantes et même presque irrésistibles. Il y eut des lieux et des périodes où ces pratiques furent très développées, notamment dans l'Italie de la Renaissance, ou la France de la même époque, après que le concordat de Bologne eut donné au roi de France la possibilité de nommer lui-même aux charges ecclésiastiques de son royaume.
Un exemple emblématique des difficultés posées par les pressions temporelles pour obtenir des assentiments ecclésiastiques fut la résistance au pouvoir de Thomas More. Il refusa à Henri VIII l'annulation religieuse de son mariage, ce qui lui valut d'être emprisonné et décapité. Sa canonisation tardive, en 1935, a, bien sûr, posé des problèmes diplomatiques complexes.

## Un procédé favorisé par la mainmise des laïcs
Dès le IXe siècle, de nombreux abbés et évêques entrèrent dans le système féodo-vassalique. Les seigneurs considéraient alors les églises et leurs biens comme leur propre patrimoine. Les princes donnaient l’investiture épiscopale, les seigneurs celle des desservants des paroisses rurales. Ainsi, prirent-ils l’habitude de nommer les curés dans les paroisses, et de s’attribuer une partie de plus en plus importante des dîmes et denrées agricoles livrées par les paysans pour la subsistance du clergé.
Le système fut confirmé en 962, lorsque l’empereur Otton le Grand obtint du pape pornocrate Jean XII la prérogative de désigner le pape. L’empereur Henri IV fut le protecteur et le grand bénéficiaire de ces pratiques. Les rois et les princes territoriaux (comtes et ducs) exigèrent aussi des prélats le service armé. Ainsi certains prélats devinrent eux-mêmes des seigneurs, tirant des profits de la frappe de la monnaie et exerçant le droit de ban.
Dans ce contexte, on pouvait exploiter tous les moyens pour accroître sa puissance : spéculation sur la peur de l’enfer, extorsion de dons, et vente de sacrements.
Les charges épiscopales et cléricales furent ainsi l’objet d’un véritable trafic.

## Un pape excommunié pour simonie
Le pape Benoît IX, convaincu d'avoir vendu sa charge à Grégoire VI, fut excommunié pour simonie le 22 décembre 1046. Grégoire VI lui-même avait été contraint de démissionner deux jours plus tôt lors du synode de Sutri, car s'il affirmait que la famille de Benoît avait vendu sa charge (elle fut indemnisée), c'est que le parti de Grégoire avait acheté la charge (le parti avait payé les indemnités).
Boniface VIII fut accusé de simonie, en plus de nombreux autres crimes constitutifs d'hérésie, par le conseiller du roi de France Philippe le Bel, Guillaume de Nogaret, en 1303.

## Condamnation de la simonie

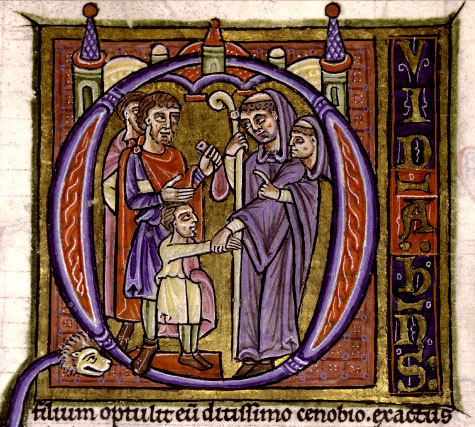
Abbé pratiquant la simonie (France, XIIe siècle).

La simonie fait l’objet de plusieurs tentatives de condamnation plus ou moins formelle :
- Entre 1008 et 1048, eurent lieu huit conciles régionaux, en Angleterre, en France et en Italie pour préconiser des réformes contre les abus et les dysfonctionnements du système.
- Le pape Nicolas II (1058-1061), défendit aux clercs de recevoir une église des mains d’un laïc, et d’obtenir des charges ecclésiastiques contre de l’argent[1].
- Le pape Grégoire VII (1072-1085) établit une importante réforme monastique (la réforme clunisienne) et pontificale (la réforme grégorienne)
- Elle fut aussi condamnée lors du deuxième concile du Latran en 1139.
- Le 14 janvier 1505, par la bulle Cum tam divino, le pape Jules II crée un crime de simonie puni d'excommunication et de perte de tout titre et charges (y compris cardinalice). Il ajoute que ce délit est imprescriptible et qu'une élection entachée de simonie ne peut être confirmée a posteriori. Il souhaitait éliminer définitivement le clan Borgia dont était issu Alexandre VI.
- L'accusation de simonie est utilisée à l'encontre du pape Clément VII par les conseillers de Charles Quint à l'aube du sac de Rome. Le cardinal Pompeo Colonna, passé au service de l'Empereur, estime que le pape est illégitime parce que son élection allait à l'encontre de la bulle Cum tam divino de Jules II[3].
- Par la constitution apostolique Sede Apostolica Vacante de Pie X, promulguée le 25 décembre 1904, le crime est confirmé, mais seulement pour les électeurs, car il souhaitait que l'élection du pontife romain soit définitive et incontestable.

La simonie fut l'un des principaux reproches adressés par la Réforme à l’Église catholique, bien que les indulgences ne rachetassent que la pénitence elle-même et non les péchés, qui étaient déjà effacés par l'absolution.